# Anthien
Anthien é uma comuna francesa na região administrativa de Borgonha-Franco-Condado, no departamento Nièvre. Estende-se por uma área de 19,18 km². Em 2010 a comuna tinha 178 habitantes (densidade: 9,3 hab./km²).